# Плинска светлост (филм из 1944)
Плинска светлост (енгл. Gaslight) је амерички психолошки трилер из 1944. године, режисера Џорџа Кјукора, у коме главне улоге тумаче Чарлс Бојер, Ингрид Бергман, Џозеф Котен, Меј Вити и Анџела Ленсбери. Сценарио су написали Џон ван Друтен, Валтер Рајш и Џон Л. Балдерстон на основу истоимене представе Патрика Хамилтона, а радња прати младу жену чији муж њоме полако манипулише како би поверовала да почиње да луди.
Као римејк истоименог британског филма из 1940. у режији Торолда Дикинсона, Кјукорова верзија имала је већи обим и буџет од првог филма, и узима одређене слободе у односу на материјал. Да би се избегла забуна са првим филмом, Кјукорова верзија је првобитно носила назив Убиство на Торнтон скверу у Уједињеном Краљевству. У филму постоје бројна одступања од оригиналне позоришне представе, иако централна драма остаје прича о мужу који покушава да излуди своју жену како би је одвратио од својих криминалних активности.
Филм је биоскопски објављен 4. маја 1944. и остварио је критички и комерцијални успех, зарадивши 4,6 милиона долара у односу на буџет од 2 милиона долара. Био је номинован за седам Оскара (укључујући онај за најбољи филм), а освојио је два: за најбољу глумицу и најбољу сценографију. Конгресна библиотека је 2019. одабрала филм за чување у Националном регистру филмова Сједињених Држава због „културног, историјског, или естетског значаја”.

## Радња
Године 1875, након што је светски позната оперска певачица Алис Алквист убијена у својој кући у Лондону, њена нећака Пола без родитеља послата је у Италију да прати њене стопе. Сада одрасла, Пола се удаје за свог корепетитора Грегорија Антона након двонедељне бурне романсе. Договарају се да оду у Лондон и уселе се у дуго празну градску кућу Полине покојне тетке.
Пола се бори са сећањем на убиство своје тетке, а Грегори предлаже да Алисин намештај одложе на таван. Када Пола пронађе писмо тетки од човека по имену Серџис Бауер, Грегори бурно реагује, а потом се извињава. Он запошљава младу собарицу, Ненси, и инсистира од ње да никада не гњави његову сензитивну жену.
Пола је изненађена када Грегори прекори њену наводну заборавност, али током посете Лондонској Кули не може да пронађе брош његове мајке који јој је поклонио, иако се све време налазио у њеној торбици. Муче је звукови који допиру са закључаног тавана и примећује како се гасна светла гасе без очигледног разлога када Грегори није код куће, за шта је он уверава да је само производ њене маште.
Грегори флертује са Ненси, чији презир према његовој жени само погоршава Полине живце. Њено узнемирено понашање примећује инспектор Брајан Камерон из Скотланд Јарда, Алисин обожавалац од детињства. Запањен Полином сличношћу са њеном тетком, Камерон покушава да поново отвори случај, откривајући да поклон краљевских драгуља није враћен након Алисиног убиства.
Изолујући своју супругу од света, Грегори је убеђује да је она клептоманка, одговорна за скривање једне слике и да јој није довољно добро да би изашла у јавност. Не могавши да је спречи да присуствује забави коју организује њен стари породични пријатељ, Грегори оптужује Полу да му је украла сат. Када га он „пронађе” у њеној торбици, Пола постаје хистерична пред гостима. Одводећи Полу кући, Грегори љутито тврди да јој је мајка умрла у менталној болници, а да писмо Серџиса Бауера које је открила никада није постојало. Сумњајући у сопствени здрав разум, Пола се сломи.
У међувремену, Камерон је ангажовао патролу да посматра Грегорија, за кога сазнају да често посећује напуштену кућу у близини, и планира да институционализује Полу. Док је Грегори напољу, Камерон нуди Поли своју помоћ, потврђујући да су звукови на тавану и треперење гасних светала стварни. Закључује да је Грегори улазио у свој таван кроз светларник преко суседне празне куће, да би претражио Алисине ствари. Када упали светла на тавану, гас до светла у приземљу се смањује.
Камерон отвара Грегоријев сто, а Пола налази писмо од Бауера за које је њен муж инсистирао да је умислила. „Грегори” је заправо Серџис Бауер, који је убио Алис, али је био принуђен да побегне пре него што је успео да пронађе њене драгуље. Његов брак са Полом био је део плана да осигура приступ дому њене тетке, праћен лукавом стратегијом да се Пола институционализује и тако добије пун приступ Алисином имању.
У исто време, Серџис проналази драгуље, ушивене у један од Алисиних чувених костима. Враћа се доле и проналази свој сто откључан. Психички исцрпљена Пола признаје да ју је посетио један мушкарац. Да би заштитила Полу, љубазна куварица Елизабет уверава Серџиса да је то био само плод њене маште, што доводи Полу у очај. Камерон се појављује и суочава са Серџисом, јури га на таван и везује за столицу.
Коначно уверена у сопствени здрав разум, Пола остаје сама са Серџисом, који је позива да га ослободи. Уместо тога, Пола му се изругује, размишљајући да нож у њеној руци можда није стваран и такође проналази брош који је „изгубила”. Док полиција одвози Серџиса, Камерон изражава интересовање да поново види Полу.

## Улоге
| Глумац           | Улога                        |
| ---------------- | ---------------------------- |
| Чарлс Бојер      | Грегори Антон / Серџис Бауер |
| Ингрид Бергман   | Пола Алквист Антон           |
| Тери Мур (млада) | Пола Алквист Антон           |
| Џозеф Котен      | Брајан Камерон               |
| Меј Вити         | госпођица Беси Твејтс        |
| Анџела Ленсбери  | Ненси Оливер                 |
| Барбара Еверест  | Елизабет Томпкинс            |
| Емил Рамо        | маестро Гуарди               |
| Едмунд Бреон     | генерал Хадлстон             |
| Халивел Хобс     | господин Мафлин              |

## Продукција
Охрабрен успехом представе и британског филма из 1940. године, Metro-Goldwyn-Mayer је купио права на римејк, али уз клаузулу у којој се инсистирало да све постојеће верзије првог филма буду уништене, чак до те мере да покушавају да униште негативан. Очигледно да та наредба није до краја испоштована, пошто је Плинска светлост из 1940. године данас доступна и за биоскопске и за телевизијске пројекције, као и у виду DVD издања.

## Пријем

### Зарада
Филм је зарадио 2.263.000 долара у САД и Канади и 2.350.000 долара на другим тржиштима, што је резултирало профитом од 941.000 долара.

### Критике
Критичари генерално сматрају да је амерички римејк класик, као и британски оригинал. Бергманина глума, која јој је донела Оскара, дуго се сматрала међу најбољима које су освојиле ову награду, док је Бојерова улога Грегорија такође била номинована за Оскара. Филмски критичар Босли Краутер у The New York Times-у је похвалио глумачку екипу. Написао је: „И са господином Бојером у свом најбољем озбиљном хипнотичком стилу, док пламенови чудно трепере у гасним светиљкама и музика одзвања тешким претњама, није ни чудо што се госпођица Бергман распада на веома узнемирујући начин. Оба ова популарна извођача играју своје улоге до краја. Лепим малим вињетама личности занимљиво су допринели и Џозеф Котен као тврдоглави детектив, дама Меј Вити и Анџела Ленсбери као собарица.”
Филмски критичар Мени Фарбер написао је за The New Republic:
Велику заслугу за квалитет [филма] има госпођица Бергман, која је у стању да испољи варијације хистерије, збуњености или љубави због којих заправо статичне епизоде изгледају адекватно флексибилне и смислене... она је једна од ретких глумица од којих се очекује — и дозвољава — да то раде у филмовима. Њена глумачка ревност и способност понекад је беспотребно покрећу... али она даје лепу представу неопрезне и несветске жене која је повређена и збуњена, а њена озлоглашенија способност да прикаже најубоженију и најљупкију од жена чини да природа трагедије и окрутности изгледа још екстремније.
На сајту Rotten Tomatoes филм има рејтинг одобравања од 89% на основу рецензија 35 критичара.

### Награде
| Награда                                         | Категорија                       | Номиновани                                                                                               | Исход      |
| ----------------------------------------------- | -------------------------------- | --- | ---------- |
| Оскар                                           | Најбољи филм                     | Артур Хорнблоу Млађи                                                                                     | Номинација |
| Оскар                                           | Најбољи глумац                   | Чарлс Бојер                                                                                              | Номинација |
| Оскар                                           | Најбоља глумица                  | Ингрид Бергман                                                                                           | Освојено   |
| Оскар                                           | Најбоља споредна глумица         | Анџела Ленсбери                                                                                          | Номинација |
| Оскар                                           | Најбољи сценарио                 | Џон ван Друтен, Валтер Рајш и Џон Л. Балдерстон                                                          | Номинација |
| Оскар                                           | Најбоља сценографија – црно-бела | Уметничка режија: Седрик Гибонс и Вилијам Ферари; Декорација ентеријера: Паул Хулђински и Едвин Б. Вилис | Освојено   |
| Оскар                                           | Најбоља фотографија – црно-бела  | Џозеф Рутенберг                                                                                          | Номинација |
| Кански филмски фестивал                         | Велика награда фестивала         | Џорџ Кјукор                                                                                              | Номинација |
| Награде Златни глобус                           | Најбоља глумица у филму – драма  | Ингрид Бергман                                                                                           | Освојено   |
| Награде Националног одбора за рецензију филмова | Најбоља глума                    | Ингрид Бергман                                                                                           | Освојено   |
| Национални одбор за очување филмова             | Национални регистар филмова      | Национални регистар филмова                                                                              | Укључен    |
| Награде Удружења њујоршких филмских критичара   | Најбоља глумица                  | Ингрид Бергман                                                                                           | Номинација |
| Награде онлајн филмског и телевизијског друштва | Галерија славних – филмови       | Галерија славних – филмови                                                                               | Укључен    |

Амерички филмски институт је сместио филм на 78. место листе 100 година АФИ-ја... 100 трилера.